# Ciclismo al XV Festival olimpico estivo della gioventù europea
Le competizioni di ciclismo su strada al XV Festival olimpico estivo della gioventù europea si sono svolte dal 23 al 25 luglio 2019 a Baku, in Azerbaigian

## Podi

### Ragazzi
| Evento         | Oro           | Argento        | Bronzo                 |
| Prova in linea | Madis Mihkels | Dario Belletta | Martin Svrček          |
| Cronometro     | Madis Mihkels | Dario Belletta | Konstantin Aladashvili |

### Ragazze
| Evento         | Oro           | Argento          | Bronzo               |
| Prova in linea | Zoe Bäckstedt | Francesca Barale | Alena Ivanchenko     |
| Cronometro     | Zoe Bäckstedt | Alena Ivanchenko | Laura Lizette Sander |